# フィールド対Google事件
フィールド対Google事件（Field v. Google, Inc., 412 F.Supp. 2d 1106 (D. Nev. 2006)）とは、Googleに対し提起された著作権侵害訴訟である。この事件はGoogleの「検索エンジンのキャッシュによるハイパーリンクの掲示（display）」がフェアユースとして認められた一つの裁判例であり、地区裁判所という下級審ながらもその判例が他のいくつかの判例へ引用されている。
原告のブレーク・A・フィールド（Blake A. Field）は、自身が排他的権利（exclusive right）を持つ著作物を自身の所有するウェブサイトにアップロードしたが、その後被告のGoogleが原告のウェブサイトを「キャッシュ」し、その複製を被告の検索エンジン上で利用可能状態にしたため、当該著作物の権利を侵害した、と主張した。これに対し被告は複数の抗弁を提起した。黙示許諾（implied license）、禁反言（estoppel, エストッペル）、フェアユース、及びデジタルミレニアム著作権法（DMCA）のセーフハーバー条項の4つである。法廷はGoogleの略式判決の申立（motion for summary judgment）を全て認め、他方フィールドの略式判決の申立は全て却下された。

## 背景
原告は弁護士（attorney）及び作家であり、ネバダ州の州弁護士会（state bar association）に所属している。2004年4月6日、原告は法廷に単一の請求に関する訴状（complaint）を提出した。その訴状内容は、原告が所有する個人用ウェブページ、www.blakeswriting.comにて予め公開（publish, 発行）していた原告の著作物（題名はGood Tea）のうち1つが、本件申立における被告の複製及び頒布（distribute）のため著作権を侵害されたと主張するものである。
同年5月25日、原告は同様にインターネット上で無償で（for free）全世界に向けて（to the world）予め公開していた50の著作物の権利も被告が侵害したと主張する「修正訴状」（Amended Complaint）を提出した。その際原告は実際に被った損害（actual damages）に対する賠償ではなく、計255万ドルの法定損害賠償を差止救済（injunctive relief）に加えて請求した。
その後両者はそれぞれ略式判決を申し立て、これに基づき2005年12月19日、法廷は「両訴訟当事者の『略式判決交差申立』に関する『審問』」（hearing on the parties' cross-motions for summary judgment）を開催した。この時被告はDMCAによって創設された米国著作権法 第512条(b)項（セーフハーバー条項）に基づき、自身に有利な「部分的略式判決」（partial summary judgment）の口頭申立（oral motion）を行った。
被告であるGoogleは有名な検索エンジンを運営する法人である。被告と同様の検索エンジンはインターネット上の大量の情報を収集しており、サービス利用者は特定の情報をここから選別することが可能となる。インターネット上には大量のウェブページが存在するため、被告がこれらを手動で特定し（locate）、索引作成（index, インデックス）、及び目録作成（catalog, カタログ）することは不可能である。そこで被告は"Googlebot"と呼称される自動化プログラムを使用している。このプログラムは連続的にインターネット上のウェブサイトを走査し、使用及び利用可能なウェブページの特定及び解析を行い、これらを被告の持つウェブ検索用索引に目録化する（ウェブサーチインデックスにカタログする）。
この処理過程において、Googlebotは当該ウェブサイトの複製を作成し、そのHTMLコードを「キャッシュ」（"cache"）と呼ばれる「一時的保管場所」（temporary repository）に「蓄積」（store）する。被告が「キャッシュ」内にあるウェブページをひとたびインデックス及び蓄積するならば、サービス利用者の「質問入力」（query, クエリ）に応答し被告がサービス利用者に掲示する検索結果内に、随時、被告は当該ウェブページを含めることができる。この各検索結果には、ウェブページの「題名」（title）、ウェブページの引用である「断片」（snippet, スニペット、スニピット）及び"Cached"（「キャッシュト」）という目印が付けられたハイパーリンク、以上3つの項目が存在する。サービス利用者が題名リンクの代わりにこのCachedリンクをクリックすると、原著作物（original work）であるウェブページではなく、被告の持つシステム・キャッシュ内に蓄積されている記録保管用複製（archival copy）を掲示する。この記録保管用複製はGooglebotがサイトを訪問及びその解析を行った最終時刻時点の「スナップショット」（snapshot）であり、当該ウェブページにその旨記載がある。またこのCachedリンクのページには免責事項（disclaimer, ディスクレーマー、責任否認声明）が明瞭に表示されており、そこにはこのページが被告の持つキャッシュから引き出したページのスナップショットであり、元のウェブページではないこと、そして、現在のウェブページとは異なる可能性があると記載されている。またこの免責事項には元のウェブページへのハイパーリンクが2つ存在する。
被告はこのCachedリンクを通じウェブページの複製へのアクセスを許容しているが、その目的は、何らかの理由で原サイトへアクセス不能である場合の代替物としての記録保管用複製の利用、原ウェブページとの時系列比較、及び検索クエリの特定を容易にするための表示を提供するというサービス利用者の利便性を図るためである。
インターネットの規模を考えれば、検索結果の表示またはキャッシュの利用に関して被告（のみならずその他の検索サービス提供者も）がウェブサイト所有者に個別に問い合わせることは不可能である。これに対し、ウェブサイト所有者側がその可否の旨をクローラに自動的に通知するための業界標準（industry standard）な「規約」（protocol）が広く公表され、知られている。また被告自身もその通知の仕方を https://www.google.com/remove.html にて掲示している。主な方法としては、ウェブページを構成するHTMLコードのMeta要素に特定の「指示」（instructions）を書き加えることでGooglebotはサイト訪問時にこれに従う。例えばウェブページの解析を許可しない、またはインデックス及び検索結果からの除外を要求する場合は"noindex"というタグを書き込む。この他、「キャッシュ」への登録を許可しないタグ、インデックスへの登録は許可するが「キャッシュ」への登録を許可しない規約、並びにサイト上のボットのクロールを許可せず加えて検索結果及びCachedリンクを除去するための規約（robots.txt）も存在する。
原告が提出した証言録取書からも明らかな通り、原告は以上述べたGooglebotの「知識」（knowledge）を知っており（Field Dep. at 103:15-20., 74:8-22, and 109:22-110:6）、被告の「標準的業務慣行」（standard practice）を巧みに利用し金銭的利益を得る目的で被告に対する著作権侵害の請求をでっち上げよう（manufacture a claim）と決心した（id.（同上。Field Dep.） at 79:8-15, 141:15-24）。
被告は、原告が訴状提出し、まだ訴状が送達（serve a complaint）されていない段階で当該Cachedリンクの掲示をやめ、原告が望まない場合Cachedリンクは掲示しない旨の書面を原告に送った。

## 決定
地区裁判官ジョーンズは以下の通り判示（hold）した。
1. 被告ウェブサービス運営者（operator）は原告著作者（author）の著作物を「直接に侵害」（directly infringe）しなかった。及び、
2. 原告は自身の著作物を含むウェブページのCachedリンクを被告が掲示してもよいという黙示許諾（英語版）（implied license）を与えた。及び、
3. 原告は被告に対する著作権侵害請求の主張を「禁じられた」（be estopped）。及び、
4. フェアユース法理（fair use doctrine）により原告の著作物を被告が利用することは保障される。及び、
5. 検索エンジンはデジタルミレニアム著作権法におけるセーフハーバー条項の適用対象となりうる。

以上、被告の略式判決申立及び部分的略式判決申立を認める。
法廷は、両当事者の代言人の主張を審理した結果、被告が明らかにした各理由に基づく略式判決申立及びDMCAに基づく交差口頭申立を認め、他方原告の略式判決申立は却下した。
決定に際し、法廷は以下に述べる両当事者の主張、抗弁を検討した。

### 直接侵害
法廷は直接侵害を証明（demonstrate）する上で3つの先行判例を引用し、次のように判示した。
著作権侵害を証明するには、第1に、原告は著作権の所有権（ownership of the copyright）及び被告の複製行為を示さなければならない。第2に、原告は著作権の直接侵害を立証するために被告側の「意思的行為」（volitional conduct）を示さなければならない。同法廷はNetcom事件に関する分析に同意し、他人の行為を契機にして著作物を自動的に複製、蓄積及び転送する行為はいずれも著作権法501条以下（17 U.S.C. §§ 501）及び合衆国法典第17編第106条 17 U.S.C. § 106に基づく著作権侵害の厳格責任をISPが負わないものと認めた（render）判示を支持する。
第1の要件について、原告が著作権を所有するということは両訴訟当事者とも争点としていない。実際に両者が争っているのは、Cachedリンクを通じ著作物へのアクセスを（サービス利用者に）許容することで、著作権侵害の根拠として蓋然的な立証に十分な程の、著作権法に基づく複製行為及び頒布行為を被告がしたか否かである。
原告は被告のGooglebotが原告の著作物を複製及び「キャッシュ」に蓄積する処理を著作権侵害とは主張していない（それは普通のインターネット利用者がウェブページにアクセスする時の処理と同様である）。その代わり原告は、被告サービスの利用者がCachedリンクをクリックし、被告のコンピュータから複製をダウンロードした時に、被告が直接侵害を行ったと主張している。しかしこの行為の主体は被告ではなく、被告サービス利用者である。被告はこの過程において受身の立場に立っている。事実被告のコンピュータはサービス利用者の要求に自動応答し、そしてサービス利用者の要求がなければ「キャッシュ」からの複製も作成されず、さらにはサービス利用者にも送信されず、本件本案で主張される侵害は発生しない。被告の自動化されかつ非意思的なこの行為は著作権法に基づく直接侵害とみなされない。
以上から侵害がなかったとの被告有利の略式判決申立は相当である。
ちなみに法廷命令文の脚注8によると、原告は被告の寄与侵害責任または代位責任（contributory or vicarious liability）などその他の間接侵害責任（liability for indirect infringement）については主張していない（not contend）。
続いて法廷は、被告の行為が直接侵害であると仮定した場合、被告が提起した4つの抗弁が立証されると認定した。

### 黙示許諾
法廷は以下を判示し原告が被告に黙示許諾を行ったと認めた。
許諾（license, 「ライセンス」とも呼ばれる）は著作権侵害の請求に対する抗弁の一つである。権利者は行為を通じ非排他的な（nonexclusive）な許諾（いわゆる「利用許諾」）を明示的に（expressly）または黙示的に（impliedly）与えることができる。黙示許諾とは、他人（または他当事者（other party））が著作物を利用することに権利者が承諾（consent）するとの「推論」（infer）が相当である際の、権利者の行為であると考えられる。その際、承諾は口頭で意思表示する必要はなく、権利者が著作物の利用を認知し、及び奨励する場合は暗黙のうちに承諾したとの推論が相当である。
原告はCachedリンクを掲示させないためのメタタグという業界標準の仕組みを知っており、この「知識」があるにもかかわらず、適切な手段を取らなかった。更にそのメタタグを省くことがCachedリンクを掲示させることの許諾であると被告が解釈することも知っていた。原告の行為は被告に自身の著作物の利用を許諾すると解釈するのが合理的である。
以上から法廷は被告の黙示許諾の抗弁を認めその申立を認定する。他方被告の抗弁が不適当である（inapplicable）との原告の交差申立は却下する。

### 禁反言
法廷は以下を判示し原告が被告に対し著作権侵害を主張することは禁反言が適用されると認めた。
侵害者の行為に荷担した、何らかの手段で侵害を助長した、もしくは沈黙または不作為（inaction）による「出し渋り」（hold out）などのように「隠匿行為」をした（commit covert acts）場合、侵害請求の主張は禁反言の法理に抵触する。
被告の禁反言の抗弁を認めるには、被告は次の4つからなる要件を立証しなければならない。
1. 原告は自身が主張する侵害行為を被告がしたと認知（know of）していた。及び、
2. 原告は被告に原告の行為を信頼させるよう目論んでいた、または、そのように意図している被告が信じ込むに十分なよう行動した。及び、
3. 被告は真実を知らなかった。及び、
4. 被告は原告の行為を信頼したがゆえに不利益を被った（detrimental reliance, detrimentally rely on, 「不利益的信頼」）。

（これは一般に"Reliance-based estoppel", 「信頼を土台にした禁反言」と呼ばれるものである。）
原告は、インターネット上に自身の著作物を投稿すればCachedリンクを通じたアクセスを被告に自動的に許容すること、被告サービス利用者がCachedリンクをクリックすると被告の持つシステム・キャッシュから直ちに著作物であるウェブページの複製をダウンロードすること、及び被告のキャッシュに原告のウェブサイトを含めないようにする手段のいずれも知っていたことから第1の要件は満たされる。
原告は自身のウェブサイト向けのCachedリンクが提供されないようにと密かに望んでいたが沈黙を守っており、更にこの沈黙を被告が信頼するよう意図していた。原告は業界標準の規約を用いてCachedリンクを提供しないようにとの通知を被告に行うことが可能であった。にもかかわらず、原告が沈黙することでCachedリンクを掲示する許可を得たと被告が自動的に解釈するのを知りつつ原告は沈黙し続けることを選択した。原告の沈黙は、とりわけ原告が沈黙の結果を知っていることを踏まえれば、禁反言の第2の要件は満たされる。
被告は、実際には原告の著作物へのCachedリンクを被告に提供させることを原告は望んでいないとは気付いていなかった。
最後に、被告は原告の沈黙を信頼したことにより不利益を被った。仮に被告が原告の意向を知っていたならば、被告は原告のウェブページのCachedリンクを提供しなかっただろうとの点については争いがない。被告はウェブページへのCachedリンクを掲示しないようとの権利者の要求に応じている。原告の沈黙を被告が信頼したために被告の不利益に繋がった。原告が被告に自身の意向を伝えていたならば、そもそも両当事者は本件を完全に回避できたはずである
法廷は禁反言を構成する4つの要件全てが両当事者の争いのない事実に基づき提示されたと認めたので、被告の禁反言の抗弁に関する略式判決申立を認定し、原告の交差申立は却下する。

### フェアユース
法廷は以下を判示し、被告のフェアユースの抗弁を認めた。記述上一部は省略したが、法廷はフェアユースの認定に際し多数の判例を引用している（フェアユースが法で定められるものではなく、判例の積み重ねにより形成されたものであることの証左である）。
フェアユースとは合衆国法典第17編第107条 17 U.S.C. § 107に規定される著作権侵害に対する制定法上の抗弁である。フェアユース法理は権利者以外の者が権利者の承諾無く合理的な方法で著作物の限定的な権利を得ることを認め、場合によっては著作権法により築き上げられる有益な創作活動を萎縮させてしまわないよう同法の厳格な適用を法廷が回避することを許容するものである。
ある特定の著作物の利用がフェアユースとの資質があるか否かを分析する上で、著作権法は少なくとも4つの因子（factor）を分析するよう法廷に指示している。
1. 利用の目的及び性格（purpose and character）、例えば利用が営利的性質または非営利的教育目的のどちらであるか、など。
2. 「権利者の著作物」（the copyrighted work）の性質（nature）
3. 「権利者の著作物」全体から利用した部分の量及びその本質性（amount and substantiality）
4. 利用による「権利者の著作物」に対する潜在的な市場への影響、または「権利者の著作物」の価値に対する影響。以上、17 U.S.C. § 107。法廷は「分析を行う際には以上に挙げた因子が最終的、確定的であるとするのではなく、著作権法の理念に照らし衡平を図ら」なければならない。

いずれの因子も決定的（dispositive）ではない場合、過去に裁判所は第1番目の因子
及び第4番目の因子に最も重きを置いてきた。

#### 目的と性格
a. 目的
法廷は、フェアユースと主張される利用の変容的性質（transformativeness）について分析したキャンベル対エイカフ＝ローズミュージック事件の最高裁判示を一部引用し、被告のシステム・キャッシュは原告の原著作物とは異なる目的を持っていると指摘した。
この分析を行う上で、キャンベル事件判示を更に発展させたケリー対アリーバ・ソフトコーポレーション事件の判示内容にも法廷は触れている。これはインターネット上の写真画像を収集しそのサムネイル画像を作成して検索エンジンのデータとしてサービス利用者に提供していたアリーバの行為が、フェアユースであると認められた事件である。この時裁判所は、芸術を目的とする原著作物の利用と比べ、インターネット上での情報検索の利便性向上を目的としている検索エンジンによる著作物の利用は、変容的利用であると認定している。
これを参考に法廷は、仮に原告の著作物が芸術的な目的を持つものであったとしても、被告の本案著作物へのCachedリンクの提供行為は原告と同一の目的のためにあるのではなく、以下に挙げる5つの点から、新たな要素を追加するものであり、そして原著作物を単に置き換える（supersede）ものではないと指摘した。
はじめに、ケリー事件においてはアリーバの検索エンジンが著作物を利用することは変容的であるとし、その理由はインターネット上の情報収集技術が進歩することで検索エンジンによる著作物の利用が「公益」となる、または公益であった（it benefits/benefitted the public）からであると判示されている。被告の持つキャッシュは、原ウェブページがアクセス不能である際に被告サービス利用者がコンテンツにアクセス可能とするためにあり、原著作物を明らかに代替するものではない。
第2に、Cachedリンクによりサービス利用者はある特定のウェブページの時系列比較が可能になる。この比較は原ウェブページ単独では不可能である。
第3に、Cachedリンクのウェブページはどのような検索クエリに反応したかハイライトされており、これにより検索クエリとウェブページとの関連性をサービス利用者が素早く検討可能となるが、原ウェブページはそのようなことには使えない。
第4に、Cachedリンクのページが原ウェブページの代替物を意図していないことを明瞭にするため、被告はいくつかのデザインを施している。検索結果においては各リストの最上部に原ウェブページへのリンク（原ウェブページの「題名」がラベル付けされている）を被告は明瞭に表示している。対照的に、リスト内にCachedリンクが掲示されている場合、そのリンクは比較的小さいフォントで若干視認し難い。更にCachedリンクをサービス利用者がクリックした場合、Cachedリンク・ページの最上部に、被告のキャッシュに由来するウェブページのスナップショットを現在閲覧しているとの免責事項が明瞭に表示される。またこの免責事項の表示部分には、複製元となる現在のウェブページへのリンクが存在する。従って、原ウェブページへのアクセスを希望する被告サービス利用者は皆、十分以上にそうする機会が与えられている。記録を検討する限り、インターネット利用者が原告の著作物を含むウェブページへ直接訪問せず、その代わりとして、被告のCachedリンクを経由して当該ウェブページへアクセスしたとの証拠は見当たらない。
最後に、サイト上の任意のウェブページに対するキャッシュの機能を全てのサイト所有者がすぐに停止可能とすることを被告は確約する。従って、サイト所有者のウェブページに対するCachedリンクを掲示するか否かを左右するのはサイト所有者であって被告ではない。何十億ものウェブページの所有者がCachedリンクの現状維持を許容するよう選択する事実は、被告のキャッシュを彼らが所有するウェブページの代替物としては考えていないとの更なる証拠である。
以上から、被告がCachedリンクを通じた著作物へのアクセスを提供している事に関して、（複製元の著作物とは）異なった目的そして社会的に重要な目的に被告は奉仕し、かつ、それらの目的は原著作物の目的に単に置き換わるものではないから、法廷は被告が行った、原告の著作物を含むウェブページの本件申立における複製及び頒布は、変容的性質を持っていたと結論付ける。
b. 性格
法廷はキャンベル事件及びケリー事件の判例を引用し、著作物の利用が変容的であると判明した場合には、利用の「営利的」性質はフェアユースの第1番目の因子の分析においてさほど重要ではないと述べている。被告が営利企業であるのは確かであるが、原告の著作物から何らかの利益を得た証拠はない。むしろ、原告の著作物は被告の持つデータベースにある何十億の著作物の一つに過ぎない。更に、被告サービス利用者が被告のCachedリンク経由でウェブページにアクセスする際、被告はサービス利用者に一切広告を掲示しないし、サービス利用者に営利取引を申し入れることもない。被告が企業経営を行う事実はフェアユース分析においてさほど関係しない。被告による著作物利用が変容的目的を持っているのはかなり重要であり、ケリー事件と同じく、分析の第1番目の因子はフェアユース認定に極めて有利に働くことを意味する。

#### 性質
法廷は先行判例を引用し、権利者の著作物を変容的に利用した場合、フェアユースの分析における権利者の著作物の性質はさほど重要ではないと述べている。ケリー事件では著作物が「創作的」（"creative"）ならばこの第2番目の因子により若干（slightly）権利者有利となる、と判示されている。しかし本件法廷はケリー事件について、原告所有のウェブサイト上で無償で全世界に利用可能状態にし続けていた点も指摘した。
本件原告フィールドの著作物がケリー事件の物と同程度に創作的であると仮定しても、ケリー事件同様、原告は当該著作物をインターネット上に公開していたため、原告のウェブサイト上で無償で全世界に利用可能状態にしていた。更に、原告は全ての検索エンジンが自身のウェブサイトを検索リストに含めるよう"robots.txt"を細工した。それゆえ、原告は自身の著作物を極めて広く潜在的な閲覧者に向けて無償で利用可能にしたいと考えた。従って、当該著作物が創作的であると仮定したならば、ケリー事件と同じく、その「性質」は原告に若干有利（被告のフェアユース認定にやや不利）に働くのみである。

#### 利用の量及び本質性
法廷は被告の行為による元著作物の利用量の分析を行った。まずソニー・コーポレーション・オブ・アメリカ対ユニバーサル・シティ・スタジオズ事件（いわゆる「ベータマックス事件」と呼ばれる）の最高裁判示を引用している。この事件では、原著作物とは異なる機能を提供し、かつ、原著作物が無償で上映される可能性がある場合、原著作物全ての複製物でさえもフェアユース認定に不利とはならない、と判示されている。更にケリー事件において、当該裁判所が「許容される複製の程度は利用の目的及び性格によって様々である。」、及び、「二次的利用者がその意図する利用に必要な量のみ複製するならば、当該因子が二次的利用者にとって不利にはならない。」と判示し、「検索エンジンが写真画像全体を利用したことは全く重視しないと結論付けた」ことを法廷は指摘する。
これを参考に法廷は次のように判示した。原告はユニバーサル及びケリーと同じく著作物を何人にも無償で利用可能な状態にしていた。また、被告のCachedリンクを通じたウェブページ全体の利用の目的は変容的かつ社会的価値がある。しかし、ウェブページの一部利用ではこの目的を有効に達成できない。ウェブページ全体へのアクセスが許容されなければ、何らかの理由で利用不能となったウェブページへCachedリンクを通じアクセスできるようにするとの支援策をウェブ利用者及びコンテンツ所有者に被告が施すことができず、なおかつウェブページ全部を利用しなければ被告のCachedリンクの担う記録保管の目的、または、比較検討の目的を後押しできない。更に、仮にウェブページ全部が与えられなかった場合、ウェブページを複製したキャッシュ・ページ上で、検索文字列をハイライトする被告の提供する機能をサービス利用者が用いて当該ウェブページと検索文字列との関連性を評価することは不可能だったと思われる。以上から、被告がCachedリンクを通じて著作物へのアクセスを許容する点において、被告は必要量以上に著作物を利用していないため、被告が原告の著作物全体をアクセス可能にしていたという事実にもかかわらず、第3番目のフェアユース因子は両当事者にとって中立的である。

#### 潜在的市場または価値に対する影響
第4番目の因子は被告の原告著作物の利用によりその潜在的市場へ与えた影響を検討するものである。ソニー事件は「著作物の利用によるその潜在的市場またはその価値への影響が立証されない場合は、著作者の創作のインセンティヴ保護を目的とした利用禁止措置は必要ない。」と判示する。
本件では、原告の著作物に対する何らかの市場が存在するとの証拠は一切見当たらない。原告は著作物全てを無償で公衆に利用可能な状態にしており、かつ、著作物の売却または許諾契約締結によるいかなる対価も受領していないことを認めている。なおかつ原告のウェブサイトのウェブページのためのCachedリンクの掲示により、被告が当該著作物の潜在的市場に対し何らかの影響を与えたとの証拠はない。
これに対し原告は、仮に著作物を含むウェブページ用のCachedリンクを提供するとの権利を被告にライセンスすることで得る可能性のあった収益が得られず、原著作物の市場は損害を被ったと強く主張する。この考え方に立つ場合、著作物のフェアユースは常に損害を与えていることになる。キャンベル事件において最高裁はこのような主張が詭弁であると説示しており、著作者が開拓した市場、または著作者が許諾を他者に与え開拓させた市場に対する影響のみを審理している。
繰り返すと、平たく言えば、Cachedリンクを経由しウェブページへのアクセスを許容する権利を検索エンジンにライセンスすることで生まれる市場、または開拓される可能性のある市場が存在するとの証拠は同法廷に提出されていない。Cachedリンクというのは、ウェブサイト所有者が全世界に無償で利用可能にしている情報をエンドユーザーが検索エンジンを用いて得ることが可能となるという一つの手段に過ぎない。ウェブサイト所有者が自身の著作物をこのような利用に供する者に対して金銭を要求しないとの説得力を有する証拠がある。Cachedリンク及び検索エンジンによる掲示をやめさせるための既知の業界標準規約を被告が長年掲示しているにもかかわらず、文字通り数十億ものウェブページの各所有者らは当該リンクの掲示を許容する選択をしている。ディズニー、スポーツ・イラストレイテッド、アメリカ・オンライン、ESPN及びリーダーズ・ダイジェストなどのウェブサイトのように、インターネットでの発行に成熟した事業者らは、容易にそのことが拒絶できたにもかかわらず、いずれもウェブページのCachedリンクの掲示を許容している。
以上から、被告のCachedリンクが原告の著作物の潜在的市場に何らかの影響を与えたとの証拠は一切存在しないから、このフェアユースの第4番目の因子はフェアユース認定に対し極めて有利に働く。

#### 追加因子
以上が"17 U.S.C. § 107"に規定されているフェアユース認定の為の因子であったが、法廷はこのクライテリアのみならず原告と被告の行為の違いを指摘した。"17 U.S.C. § 107"はフェアユース認定に際して、4因子に加えてその他の要素も留意すべきであるとしている。法廷は、著作権侵害が疑われる者が誠実に行為をなした（act in good faith）場合に他の連邦裁判所がフェアユースの審問においてこのことを重視した点を指摘している（cf. 信義則）。
ウェブページ所有者がCachedリンクの表示を望まない場合、被告はそれに従いリンクを除去する。被告はウェブサイト所有者が業界標準の規約を使用しCachedリンクの掲載をやめるよう指示した場合、それに従う。またその規約の使用方法は被告のウェブサイトにて説明されており、加えてリンクが未だに検索結果に表示されている場合は即座にそれを除去する為の自動機構を被告は提供する。更に、被告の検索エンジンを経由し原ウェブページへアクセスすることを望む者のために手段を講じており、被告の持つキャッシュに由来するページ閲覧者にはそれが原著作物ではないことを明記している。
また、原告の著作物に関しては被告はとりわけ誠実に扱っているのは明らかである。被告は原告の訴状提出に気付いた時に原告がCachedリンクを問題視していることを初めて知った。この時点でまだ訴状送達は行われていなかった。しかし、まだ追及されていないにもかかわらず、被告は即座に原告のサイトのウェブページへのCachedリンクを除去した。
他方、原告自身の行為は被告とは対照的である。原告は被告にCachedリンクを掲示しないようにとの指示を自身の持つウェブサイト上には一切記載していない。原告は被告の検索結果に自身の著作物を表示するよう積極的に様々な策を講じた（take a variety of affirmative steps）。法廷は、原告が著作物へのCachedリンクを被告が将来的に掲示することを知っており、当該リンクを掲示させないよう被告に指示する既知の規約を故意に無視したことを積極的な策であると指摘する。
以上から、被告の行為と原告の行為を比較すれば、フェアユースの認定に更に有利に働く。

#### 結論
最後に法廷は次のように判示し、被告のフェアユースを認定した。
第1の因子はCachedリンクが高度な変容性を備えていることから被告に極めて有利である。第2の因子は、原告が全著作物を無償で全世界に公開していたから、フェアユースに若干不利に働く。第3の因子は、被告が変容的利用の目的実現において必要な量以上に原告の著作物を利用しておらず、このため両当事者にとって中立的である。第4の因子は原告の著作物の持つ潜在的市場に何らかの影響を与えたとの証拠が一切存在しないため、フェアユースとの認定に強く働く。第5の因子は、その他因子と比較衡量し、なおまたフェアユースに有利である。これら全ての因子の衡量（バランス）の結果として、仮に被告がCachedリンクを通じ原告の著作物を複製または頒布する場合、被告の行為は「法の問題として」（"as a matter of law", 法的観点から）当該著作物のフェアユースであると証明される。

### DMCAセーフハーバー
ここまでで「Cachedリンクの掲示行為」が著作権の直接侵害ではなくかつフェアユースであると法廷は認めた。更に法廷は、「キャッシュ自体が"合衆国法典第17編第512条 17 U.S.C. § 512(b)"に基づくセーフハーバー条項の対象である」との被告の口頭申立を認めた。
原告は被告が"§ 512"の(a)から(d)全てについての認定要件を満たさないとの略式判決を主張する。しかし(a)、(c)、及び(d)に関して、被告が要件を満たさないとの理由を原告は一切論じていないし、説明していない。連邦民事訴訟規則56条(c)（Fed.R.Civ.P. 56(c)）は略式判決の認定に関して、「重要な事実に関する争点が間違いなくない場合、（原告フィールドの）判決は法の問題として認められる」（There is "no genuine issue of material fact and [Field] is entitled to judgment as a matter of law"）と規定している。これゆえ、"§ 512 (a)、(c)、及び(d)"に関する原告の申立は規則56条(c)の基本的な立証を欠いているから、却下される。
"§ 512(b)(1)"は「システム・キャッシュ」に関するものであり、ある特定の要件が満たされるならば「サービス・プロバイダが管理しまたは運営するシステムまたはネットワーク上に素材を中間的かつ一時的に蓄積したことによって、著作権の侵害を生じた場合、当該サービス・プロバイダは、（中略）著作権の侵害に関して金銭的救済（中略）について責任を負わない（後略）」ものとするものである。原告は被告の持つキャッシュが前記のセーフ・ハーバーの以下に挙げる3つの要件を欠いていると強く主張する。
まず初めに、被告のキャッシュ運用は"§ 512(b)(1)"の要件である「素材（material）の中間的（intermediate）かつ一時的な（temporary）蓄積（storage）」とは異なるものであると原告は主張するが、この主張は不正確（incorrect）である。その根拠として本法廷は"Ellison v. Robertson, 357 F.3d 1072, 1081 (9th Cir.2004)"を引用する。この事件においては、Usenet上に投稿された著作物が約14日間蓄積されかつアクセス可能となっていたが、裁判所はこの行為は"§ 512(a)"の要件である「中間的」かつ「一過性な」（"transient"）蓄積であると認定した。エリソン事件においては、Usenetに投稿された素材の「一時保管場所」（temporary repository）が、情報投稿者及び当該情報を要求する者との間で運用されていたと判示されているが、本件においても被告のキャッシュは情報投稿者及び当該情報を要求するエンドユーザーとの間で運用されている素材一時保管場所であると言える。加えて鑑定人の供述書によると、当該キャッシュ内に蓄積されているウェブページの複製はおおよそ14日間から20日間存在する。このことから、法廷は、おおよそ14日間の一過性の蓄積が"§ 512(b)(1)"に基づく「一時的」蓄積とみなされたエリソン事件と同じく、被告のキャッシュ蓄積も一時的であるものと認める。以上から、法廷は、キャッシュ蓄積済みの素材を被告が「中間的かつ一時的に保管」した行為はDMCAの意図するところの行為であると結論付ける。
続いて原告は、被告のキャッシュが"§ 512(b)(1)(B)"の要件を満たさないと主張した。"§ 512(b)(1)(B)"は、素材をオンライン上で利用可能状態にする者から当該素材が転送されることを要件とする。本件では原告から原告以外の第三者へ向けて原告の著作物が転送されることが要件である。原告は自身のウェブサイトのページを、原告とは異なる人物である被告の要求により、被告の持つGooglebotへ向けて転送した。以上から、被告のキャッシュは"§ 512(b)(1)(B)"の要件を満たす。
最後に、原告は、被告のキャッシュが"§ 512(b)(1)(C)"の要件を完全に満たさないと主張した。"§ 512(b)(1)(C)"は、被告の「自動的かつ技術的な処理」（"an automat[ed] technical process"）によりウェブページの蓄積を行うこと、及び、「その処理は（発信サイトからの）素材へのアクセスを要求した者に向けて素材を利用可能な状態にする目的のためである」（"for the purpose of making the material available to users . . . who . . . request access to the material from [the originating site]"）ことを要件とする。そのうち、前者の、被告が自動的かつ技術的な処理を用いて蓄積しているというのは両当事者で争いはない。同様に、既に指摘した通り、ウェブページをキャッシュに蓄積する被告の主たる目的の一つが、発信サイトからの素材、即ちウェブページの要求が何らかの理由で応じられない場合に、当該ウェブページへのアクセスを可能にすることであるのは、やはり争いがない。以上から、被告のキャッシュは"§ 512(b)(1)(C)"の要件を満たす。
被告は"§ 512(b)"に関する争点がないとの主張を「法の問題として」立証したから、被告が"§ 512(b)"のセーフ・ハーバーに不適当であるとの原告の略式判決申立は却下される。"§ 512(b)"に関するその他の要件に関しては両当事者間で一切争いはない。従って、被告が"§ 512(b)"のセーフ・ハーバーに相当との部分的略式判決申立が認められる。